# Sersale
Sersale é uma comuna italiana da região da Calábria, província de Catanzaro, com cerca de 5.158 habitantes. Estende-se por uma área de 53 km², tendo uma densidade populacional de 97 hab/km². Faz fronteira com Cerva, Cropani, Magisano, Petronà, Sellia Marina, Zagarise.

## Demografia
| Variação demográfica do município entre 1861 e 2011                               |
|                                                                                   |
| Fonte: Istituto Nazionale di Statistica (ISTAT) - Elaboração gráfica da Wikipedia |